# Спираль (роман Судзуки)
«Спираль» (яп. らせん Расэн) — роман Кодзи Судзуки, сиквел романа Звонок. Вышел в 1995 г. Хотя роман и получил меньшую популярность чем Звонок, он дважды был экранизирован.

## Сюжет
Патологоанатом Мицуо Андо, потерявший сына, делает вскрытие своего знакомого Рюдзи Такаямы. На вскрытие приходит Май Такано, которая и нашла его тело. Она рассказывает Андо о расследовании, которое вёл Рюдзи со своим школьным другом Кадзуюки Асакавой. Май и Андо договариваются встретиться ещё раз и обсудить подробности.
Андо начинает расследование смерти Рюдзи и выясняет, что жена и дочь Асакавы погибли, а он сам впал в кому. В расследовании Андо помогает его коллега Миясита. Май находит в вещах Рюдзи кассету и смотрит её у себя, после чего ей становится плохо и она падает на пол без сознания. На встречу с Андо она не приходит. Андо приходит в её квартиру, но её там нет, хотя Андо чувствует, что в квартире кто-то находится.
Андо находит в крови Рюдзи странные хромосомы и предполагает, что это оставленный ему шифр, и пытается его разгадать. Он приходит к брату Асакавы, и тот отдаёт ему записи расследования от Асакавы. Андо читает их и узнаёт всё о расследовании. Андо считает, что записи — это новый способ передачи вируса Садако, и теперь он сам умрёт через неделю. Ему удаётся расшифровать шифр в крови Рюдзи. Это слово «мутация». Андо решает, что это означает перевоплощение вируса в новую форму, то есть записи Асакавы. Также он узнаёт, что брат Асакавы собирается опубликовать записи, и вирусом заразятся все, кто их прочтёт. А Асакава умирает в больнице. Андо с Мияситой изучают вирус в погибших от кассеты и называют его RING-вирус.
Через неделю после пропажи Май Такано её тело находят в вентиляционной шахте на крыше здания. Андо выясняет, что прямо перед смертью она родила, хотя неделю назад на вскрытии Рюдзи у неё не было живота. Ребёнка Май так и не нашли. Андо поднимается к месту её смерти и знакомится там с Масако, которая представляется сестрой Май. Андо проводит с ней ночь. Тем временем Миясита отправляется в театральную школу, где училась Садако. Он достаёт её фотографию и посылает Андо. Андо получает её и узнает на ней Масако, находящуюся в другой комнате. Андо убегает из дома и бежит к Миясите.
Вместе они возвращаются к Андо, но Садако/Масако уже нет. Она оставила Андо письмо. В письме она разъясняла, как из-за того, что вирус мутировал, он не убил Май, а оплодотворил её Садако. Садако подчинила себе разум Май и отправилась на крышу, чтобы Май её там через неделю родила. Следующую неделю она пряталась в квартире Май, пока не доросла до возраста, в котором она умерла. Когда Андо приходил к Май, младенец Садако был там, но он её не заметил. Садако планирует, что через опубликованные записи Асакавы все женщины оплодотворятся ей так же, как Май, и все возродившиеся Садако заселят мир. Она просит Андо не мешать её планам, или она приведёт вирус в его крови в действие, и он умрёт, взамен на одну услугу, Садако поможет вернуть к жизни сына Андо. Андо понимает, что Садако не смогла всё это делать в одиночку, и они с Мияситой приходят к выводу, что Рюдзи Такаяма после смерти объединился с Садако, и зашифровал код в своей крови специально, чтоб Андо занялся этим расследованием. Андо соглашается на предложение Садако. Она возвращает ему сына, а он помогает воскресить Рюдзи.
Три месяца спустя Андо с сыном сидят на пляже. К ним приходит Рюдзи. Он объясняет Андо, что считает, что заселение всего мира Садако — это всего лишь новый виток эволюции, и в этом нет ничего плохого. Также Рюдзи добавляет, что по книге брата Асакавы делают фильм, значит вирус будет распространяться намного быстрее. Андо собирается уехать с сыном на далёкий остров, где нет ни книг, ни телевизоров, и вирусу Садако туда не добраться. Рюдзи прощается с Андо и уходит дальше помогать Садако. А Андо заходит с сыном в море, так как он из-за своей смерти в воде боится её. Андо понимает, что выбрав сына, а не спасение мира, он не ошибся.

## Центральные персонажи
- Мицуо Андо — протагонист романа; патологоанатом, пытающийся выяснить причину событий, в основном — исчезновение Маи Такано.
- Миясита — коллега Асакавы, помогающий ему в изучении RING-вируса. Он испытывает сочувствие к Андо, в связи со смертью его сына.
- Садако Ямамура — антагонист романа; она создала кассету с вирусом, убивающим всех, кто её посмотрит, через неделю. Так как Садако была мертва, её появление не предугадывалось в изначальном развитии романа до финального поворота.
- Рюдзи Такаяма — один из главных героев первой части, также однокурсник Андо. С началом событий он уже мёртв. Андо предполагает, что Рюдзи посылает ему с того света подсказки, чтобы остановить RING-вирус. В финальном повороте Рюдзи предстаёт как второй антагонист.

## Название
Слово Спираль вскользь упоминается в романе: если путём копирования кассеты остановить смертоносный эффект вируса в теле, то из изначальной формы кольца он принимает вид спирали. Однако, при сюжете романа, спираль может означать систему действия эволюции. Также, автор Кодзи Судзуки в интервью заявил, что одно из значений названия — двойная спираль ДНК. Значит, название романа является игрой слов, также как кольцо.

## Релиз
Роман вышел 31 июля 1995 г.

## Реакция
Роман получил в основном положительные отзывы. Многие читатели и критики ругали роман за слишком большое количество научных пояснений и слишком подробно расписанный финал, но при этом добавляли, что роман читается на одном дыхании.

## Темы
В романе поднимаются темы апокалипсиса, гибели человечества как часть эволюции, реинкарнации, выборе между Добром и злом. Смерть Май Такано и рождение Садако сходно превращению гусеницы в бабочку. Выбор Андо в конце романа олицетворяет выбор «меньшего из двух зол».

## Экранизации
Первая экранизация романа «Спираль (фильм, 1998)» была сиквелом к фильму Звонок, выпущена с ним одновременно. Звонок получил огромную популярность, а Спираль провалилась в прокате и была разорвана критиками. Фильм был довольно близок роману. Главным отличием было расширение линии Май Такано и её отношения с главным героем, которых в романе не было.
В 1999 г. вышел одноименный сериал, продолжение сериала Звонок: Последняя глава, состоящий из 13 серий. Сериал сильно отличался от первоисточника: Андо был не патологоанатомом, а профессором; Запись Садако теперь была на диске; Май Такано изначально знала о Садако и пыталась её остановить и т. д. В середине сериал совсем отдалился от романа, однако к концу немного приблизился к финалу романа.

## Русский перевод
Так же, как и «Звонок», русский перевод романа опубликован в 2005 г. петербургским издательством «Амфора» под двойным названием «Звонок 2 (Спираль)», чтобы сохранить узнаваемость для зрителей фильма. Перевод с японского выполнила Елена Байбикова. Затем роман был перевыпущен в оформлении другого цвета, а ещё позже в сборнике всей серии «Мир Звонка».